# Onthophagus urellus
Onthophagus urellus es una especie de insecto del género Onthophagus, familia Scarabaeidae, orden Coleoptera.
Fue descrita científicamente por Boucomont en 1919.